# Exilles
Exilles (okzitanisch Eissilhas, piemontesisch Isiles; in der Zeit des Faschismus Esille) ist eine Gemeinde in der italienischen Metropolitanstadt Turin, Region Piemont.

## Lage und Einwohner
Der Ort liegt 68 km westlich von Turin und 24 km östlich des Fréjus-Straßentunnels und hat 244 Einwohner (Stand 31. Dezember 2023). Exilles liegt im von der Dora Riparia durchflossenen Susatal (Val di Susa) an der Grenze vom Piemont zur französischen Dauphiné. Nördlich wird es von den Grajischen Alpen und südlich von den Cottischen Alpen überragt. Zur Gemeinde gehören die Fraktionen (Frazioni) Cels, Deveyes, San Colombano und Champbons.
Die Nachbargemeinden von Exilles sind Bardonecchia, Bramans (Frankreich), Chiomonte, Giaglione, Oulx, Pragelato, Salbertrand und Usseaux.

### Verkehr
Exilles liegt an der Strada Statale SS 24 del Monginevro, die von Turin zur französischen Grenze am Colle del Monginevro führt, und an der Autobahn A32 Autostrada del Frejus, die im Gemeindegebiet allerdings vollständig untertunnelt ist. Die nächste Autobahnauffahrt Oulx Ovest befindet sich 12 km westlich des Ortszentrums.
Am Bahnhof von Exilles an der Bahnstrecke von Turin nach Modane halten keine Züge mehr, so dass der öffentliche Verkehr ausschließlich über die Buslinien der SADEM abgewickelt wird.

## Das Dorf

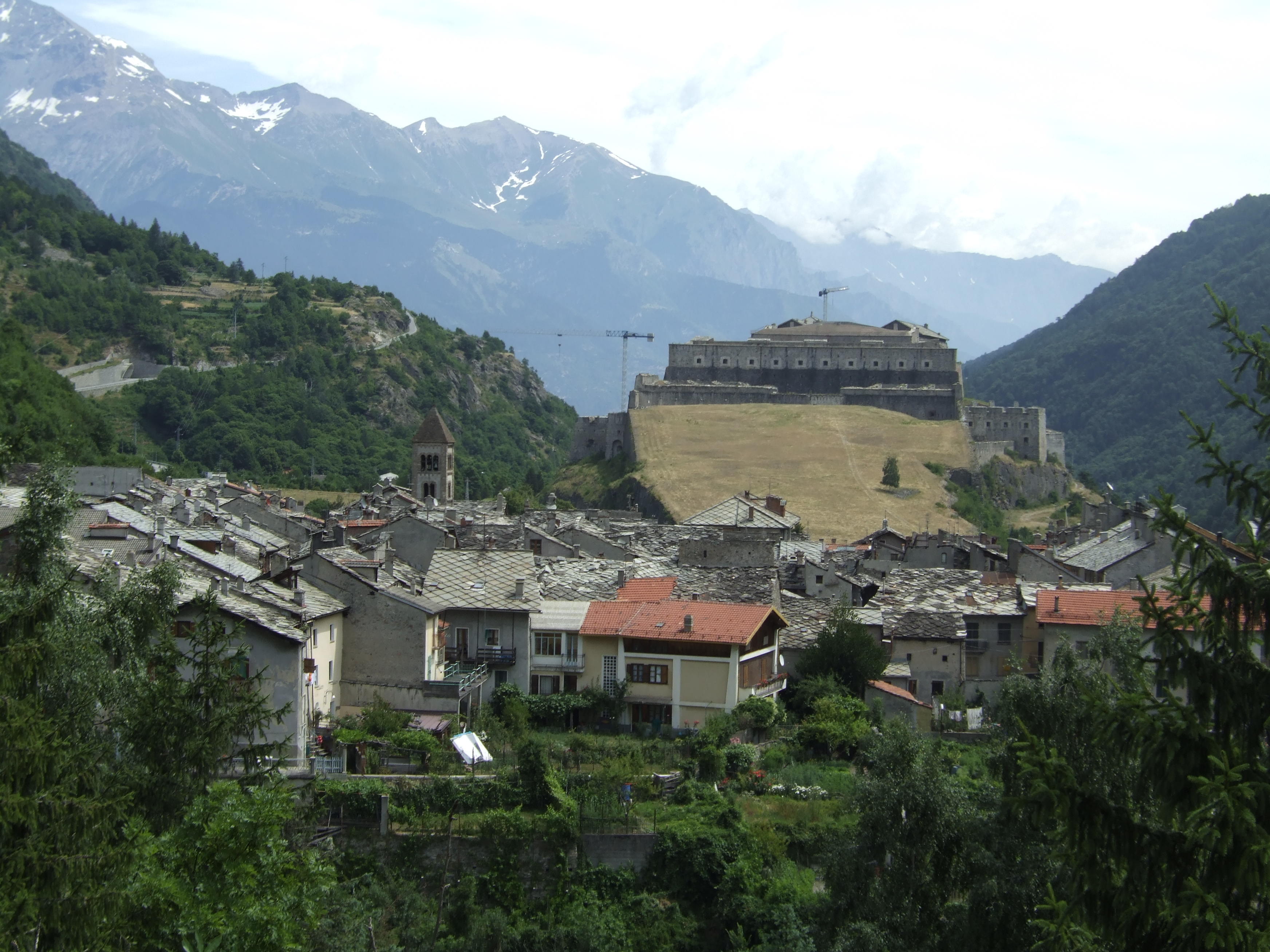
Dorf mit der Festung im Hintergrund

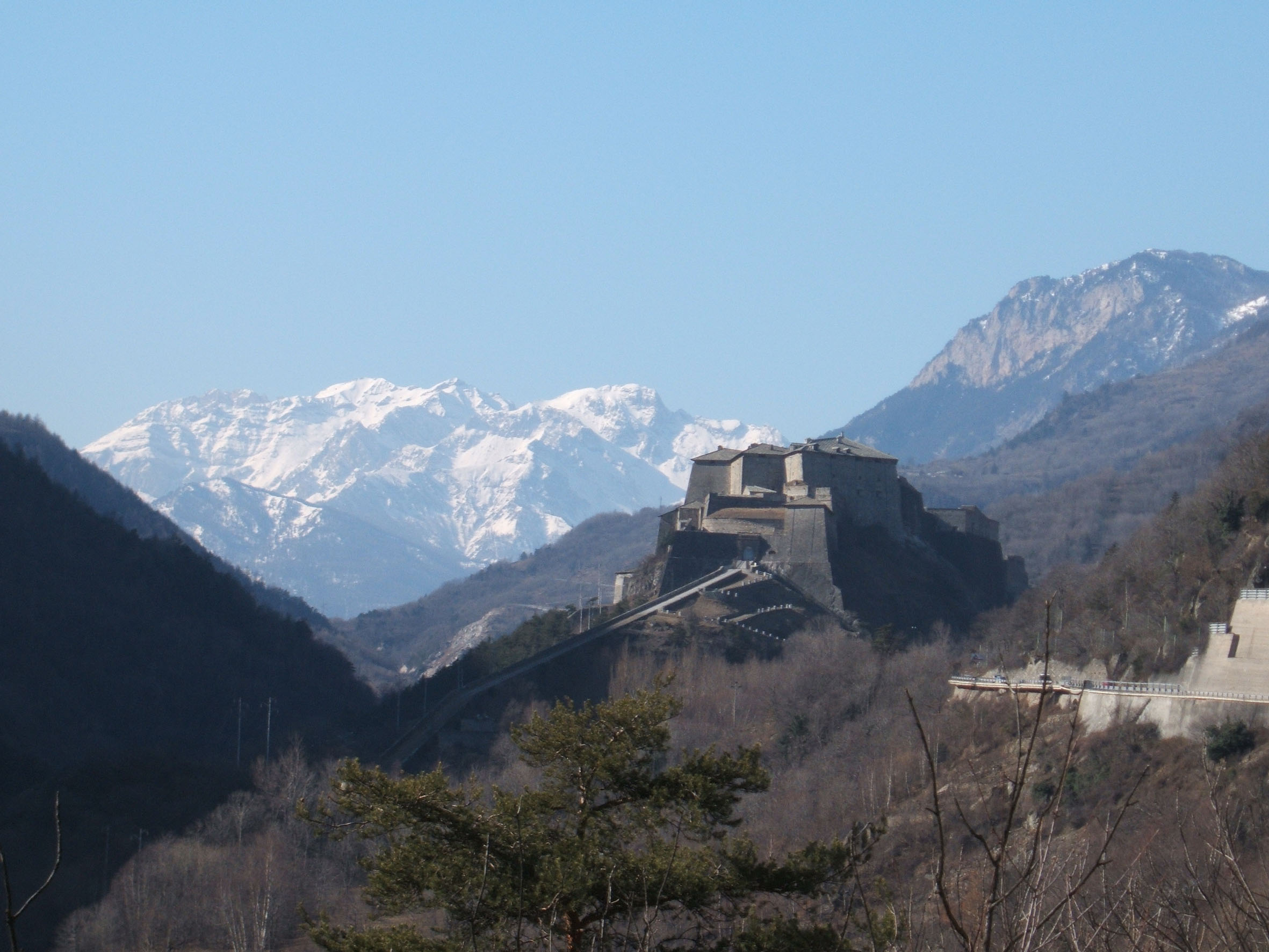
Blick auf das Fort von Exilles aus Richtung Osten

Das Dorf, das von mit Naturstein gemauerten Häusern geprägt ist, wird von der Via Roma durchzogen, die den alten Verlauf der Straße, der römischen Via Domitia, vom Colle del Monginevro in die Poebene darstellt. Im Zentrum des Ortes steht die Kirche San Pietro Apostolo aus dem 15. Jahrhundert mit einem Glockenturm aus dem 11. Jahrhundert.

## Die Festung

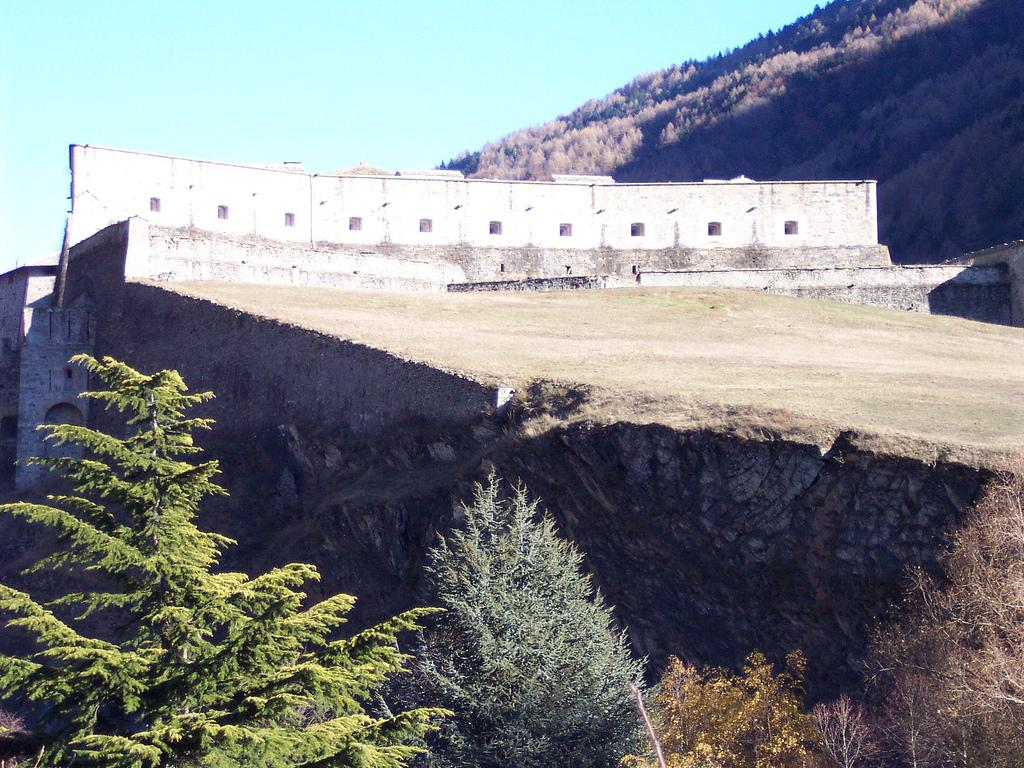
Blick aus Richtung Westen

Exilles wird von einer im 19. Jahrhundert erbauten Festung dominiert, die nach Fenestrelle und Bard zu den gewaltigsten der Alpen gehört. Der Felssporn mitten im Tal bot sich zu allen Zeiten für eine Befestigung zur Sperrung des Susatales an.
Die Ursprünge gehen möglicherweise bis in die Römerzeit zurück. Zumindest gibt es bis in die Neuzeit Überlieferungen von römischen Mauerresten. So verzeichnete der Ingenieur Jean de Beins in einem Plan von 1609 eine Muraille faitte par les Romains (eine von den Römern errichtete Mauer). Auch von einem Tour de César ist immer wieder die Rede. Da diese Bauwerke allerdings heute komplett verschwunden sind, können sie nicht mehr zugeordnet werden.
Im 8. Jahrhundert berichtet dann ein Chronist des Klosters Novalesa von einer Befestigung in Exilles, die von Karl dem Großen zerstört wurde. Danach wird Exilles als Vicus, also als unbefestigtes Dorf geführt. Spätestens Anfang des 12. Jahrhunderts kam das obere Susa-Tal in den Herrschaftsbereich der Grafen von Albon. Die Befestigung von Exilles wurde von ihnen wohl wieder ausgebaut, denn 1155 wird wieder eine Burg erwähnt. Eine genauere Beschreibung der Burg als mit Türmen bewehrte, viereckige Anlage stammt jedoch erst von 1339. Nach dem Übergang der Grafschaft an Frankreich wurde der Komplex 1494 bis 1496 von Karl VIII. weiter ausgebaut und der technischen Entwicklung der Schusswaffen angepasst. Das Tor wurde vergrößert, um Kanonen hineinziehen zu können.
1559 kam Exilles durch den Vertrag von Cateau-Cambrésis an Savoyen und die Festung wurde umgebaut, da nun der Feind in der anderen Himmelsrichtung stand. Im gleichen Zeitraum verstärkte sich der Einfluss von Waldensern und Calvinisten im französischen Teil des Val Chisone und des Val di Susa (Susatal). Exilles stand ein Jahrhundert der Religionskriege bevor, in denen es mehrfach den Besitzer wechselte. 1601 wurde die Festung noch einmal vom französischen Ingenieur Jean de Beins modernisiert und bei dieser Gelegenheit die noch heute charakteristische, fast einen Kilometer lange Königliche Rampe (Rampa Reale) zum Haupteingang angefügt. Nach erneuter Eroberung 1708 fiel die Festung im Frieden von Utrecht 1713 wieder an Savoyen und wurde dann vom Festungsbaumeister Ignazio Bertola erneuert.
Nach der Besetzung Piemontes durch Napoléon Bonaparte 1798 verfügte dieser die Schleifung der savoyischen Festungen. Bereits im Herbst desselben Jahres war die Burg von Exilles bis auf die Grundmauern und die Rampa Reale verschwunden. Mit der Wiederherstellung des Königreichs Sardinien-Piemont wurde auch schnell wieder die Sicherung der Alpenübergänge aktuell. So wurde im Auftrag des Königs von Giovanni Antonio Rana von 1818 bis 1829 an der Stelle der alten Burg ein Fort nach den modernsten militärischen Erkenntnissen errichtet. Nach Osten, Richtung Turin ist die Festung fast geschlossen, während die Artillerie nach Westen, Richtung Frankreich ausgerichtet ist. Vor den Mauern ist ein weites ansteigendes Schussfeld und ein tiefer Graben angelegt. Mit einigen späteren Anbauten ist das Fort so bis heute erhalten.
Nach der Absetzung Mussolinis im Zweiten Weltkrieg und dem Waffenstillstandsabkommen von Badoglio am 8. September 1943 wurde das Militär aus Exilles abgezogen und sollte auch nie wieder zurückkehren.
Die mittlerweile verfallene Festung wurde ab 1978 vollständig restauriert und beherbergt seit dem Jahr 2000 ein sehenswertes Museum, das von der Region Piemont und dem Museo Nazionale della Montagna des Club Alpino Italiano Turin gemeinsam unterhalten wird.

## Legenden
In der Festung Exilles wurde zwischen 1681 und 1687 ein mysteriöser Gefangener unter dem Namen Maschera di Ferro (der Mann mit der eisernen Maske) festgehalten. Um wen es sich hierbei handelte, ist auch nach über 200 Jahren Forschung ungeklärt. Eine beliebte und mehrfach verfilmte Theorie besagt, dass es sich um einen unehelichen Sohn des französischen Königs oder seinen Zwillingsbruder handelte, der immer eine Eisenmaske zu tragen hatte.

## Politik
Michelangelo Luigi Castellano (Bürgerliste) wurde im Juni 2009 zum Bürgermeister gewählt. Er löste Gianfranco Joannas ab, der nicht mehr kandidierte.

### Städtepartnerschaften
Exilles unterhält eine Partnerschaft mit der französischen Stadt Château-Ville-Vieille in der Region Provence-Alpes-Côte d’Azur.